# Giovanni Dossena
Giovanni Dossena (Alessandria, 19 gennaio 1814 – Alessandria, 1º febbraio 1899) è stato un avvocato e politico italiano.
Fu senatore del Regno d'Italia nella XIV legislatura.